# ワン・レイニーナイト・イン・トーキョー事件
ワン・レイニーナイト・イン・トーキョー事件（ワン・レイニーナイト・イン・トーキョーじけん）とは、1963年に発表された鈴木道明作詞、作曲の歌謡曲『ワン・レイニーナイト・イン・トーキョー』が、アメリカの作曲家、ハリー・ウォーレンが作曲した、映画『ムーラン・ルージュ』の主題歌『夢破れし並木道（Boulevard of Broken Dreams）』に依拠しているかどうかが争われた事件である。
この判決により「偶然の暗合」は著作権侵害にならない、ということがはっきりと示された。
また、音楽作品における「剽窃」の要件が、楽理的な同一性と、依拠性の二点であることも示されている。

## 概要
1963年から1965年にかけて、日野てる子、越路吹雪、ブレンダ・リー、和田弘とマヒナスターズなどといった歌手の歌唱により『ワン・レイニーナイト・イン・トーキョー』が発表・発売された。
この『ワン・レイニーナイト・イン・トーキョー』の旋律が、自社が管理する楽曲『夢破れし並木道』に類似しているとして、アメリカの音楽出版社、レミック・ミュージック・コーポレーションが、『ワン・レイニーナイト・イン・トーキョー』の作詞者・作曲者である鈴木道明と、鈴木から著作権の譲渡を受けていた株式会社日音を相手取り、『ワン・レイニーナイト・イン・トーキョー』のレコード販売を東芝音楽工業（現在のユニバーサル ミュージック）ほか数社に許諾して複製させたことが著作権侵害にあたるとして東京地方裁判所に訴訟を提起した 。

## 第一審判決
東京地裁は、「音楽は旋律、和声、リズム、形式の四要素からなる」とした上で、この四つの要素を総合的に比較検討した上で判断すべきであると述べ、レミック・ミュージック側の訴えを認めず、類似性を否定した。レミック・ミュージックはこの判決を不服として東京高等裁判所に控訴した。

## 控訴審判決
1974年（昭和49年）12月24日、東京高裁において控訴審の判決が言い渡され、控訴は棄却された。レミック・ミュージックはこの判決を不服として最高裁判所に上告した。

## 最高裁判決
1978年（昭和53年）9月7日、最高裁第一小法廷において判決が言い渡され、上告は棄却されて東京地裁の判決が確定した。

### 判決の要旨
本判決は、旧著作権法に定められた「著作者はその著作物を複製する権利を専有し、第三者が著作権者に無断で複製する時は、偽作者として著作権侵害の責に任じなければならない」という規定に基づき、著作物の複製について、「既存の著作物に依拠し、その内容及び形式を覚知させるに足りるものを再製することを言う」と述べた上で、「既存の著作物と同一性のある作品が作成されても、それが既存の著作物に依拠して再製されたものでないときは、その複製をしたことにはあたらず、著作権侵害の問題を生ずる余地はない」とした。
この判決で、裁判所は、既存の著作物に接すること無く、その存在や内容を知らずに既存の著作物と同一性のある作品を作成しても、著作権侵害の責を負うものではない、という判断を示した。
なお、東京高裁の判決を受け継ぐ形で、『夢破れし並木道』については、『ワン・レイニーナイト・イン・トーキョー』が作曲された1963年（昭和38年）まで、音楽の専門家や愛好家の一部に知られていただけで、音楽の専門家や愛好家なら誰でも知っていたほど著名とは言えない、とし、『ワン・レイニーナイト・イン・トーキョー』作曲者の鈴木については、作曲当時東京放送（TBS。現在は、法人格としてはTBSホールディングス。事業会社としてはTBSテレビ・TBSラジオ）に勤務して演出部長の地位にあり、1952年（昭和27年）頃にはレコード係も務めていたが、作曲当時『夢破れし並木道』を知っていたとしなければならない特段の事情が認められない、とした。
楽曲の「類似部分」とされる箇所についても、「流行歌においてよく用いられている音型に属し、偶然類似のものが現れる可能性が少なくない」「『ワン・レイニーナイト・イン・トーキョー』には『夢破れし並木道』にみられない旋律が含まれる」として、類似性を否定した。

### 特徴
本判決は、著作権侵害における「複製」の概念について示した先例であり、「偶然の暗合」は著作権侵害にならない、としたものである。
この判例があげる「複製」の要件は「依拠」と「再製」の二つであり、この二つを立証・認定することが必要である。既存の著作物を知っていてこれを表現上の素材とし、すなわち「依拠」して、既存の著作物と同一性のあるものを作る、すなわち「再製」する、ということである。第一審では「再製」の要件が否定された（剽窃ではない、との判断が示された）が、東京高裁、最高裁判決では「依拠」の要件が否定された。
なお、この判決は「過失」による複製、すなわち、あるものを著作物ではないと思い込んで複製したり、権利が満了していると勘違いをして他人の著作物を複製することを是認するものではない。既存の著作物に触れた事実を忘れて複製した場合も同様である。